# Yoldéo Garré
Yoldéo  est une localité du Cameroun située dans l'arrondissement de Dargala, le département du Diamaré et la région de l’Extrême-Nord. Elle fait partie du lamidat de Yoldéo. Elle se trouve à côté de la frontière du Tchad.

## Population
En 1975, la localité comptait 6749 habitants, des Peuls massa kanuri. À cette date, elle était dotée d'une école publique à cycle complet. Un marché hebdomadaire s'y tenait le samedi.
Lors du recensement de 2005, on y a dénombré 17405 personnes.